# Haplinis major
Haplinis major är en spindelart som först beskrevs av A. David Blest 1979.  Haplinis major ingår i släktet Haplinis och familjen täckvävarspindlar. Inga underarter finns listade i Catalogue of Life.